# 장시뤄
장시뤄(張奚若, 1889년 ~ 1973년 7월 18일)는 국민정부 대륙 본토 시대 중화민국의 정치학자 출신이며 중화인민공화국의 정치인이다. 그는 중화인민공화국의 외교 기구인 중국인민외교학회(中國人民外交學會)의 제1대 회장을 역임하였다.

## 주요 이력
청나라 산시성 다리에서 출생하였으며 미국 컬럼비아 대학교 정치학과에서 정치학 석사 학위를 취득한 그는 1925년 베이징으로 돌아간 후 칭화대 정치학과 교수, 국립 서남연합대학(國立西南聯合大學) 정치학과 교수 등을 역임하였다.
1949년 중화인민공화국의 외교 기구인 중국 인민 외교 학회 초대 회장(부회장:첸돤성)이 되었다.
같은 해 중국 공산당의 중앙 인민 정부 위원이 되었다.